# 彌敦道26號

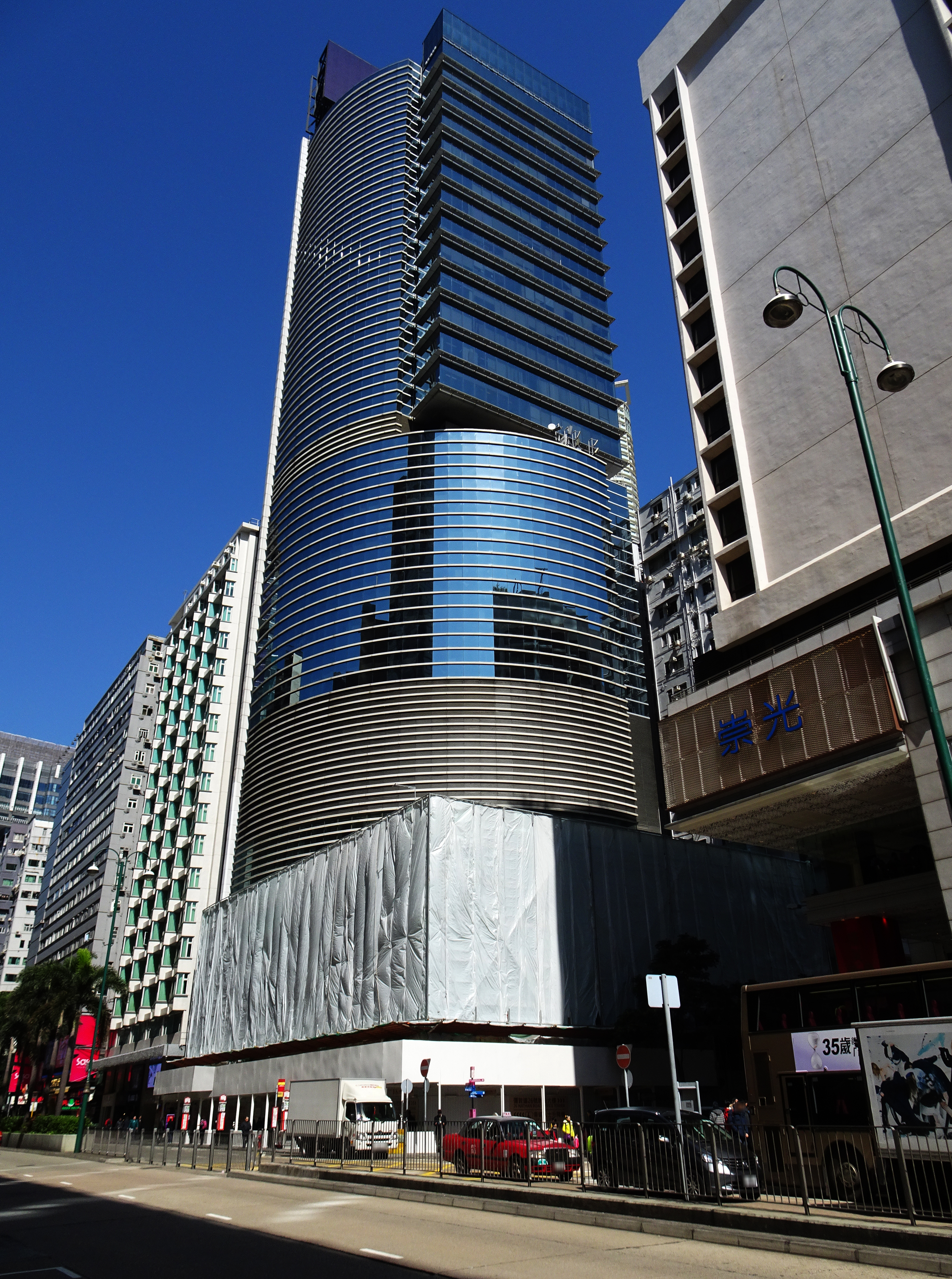
彌敦道26號全貌

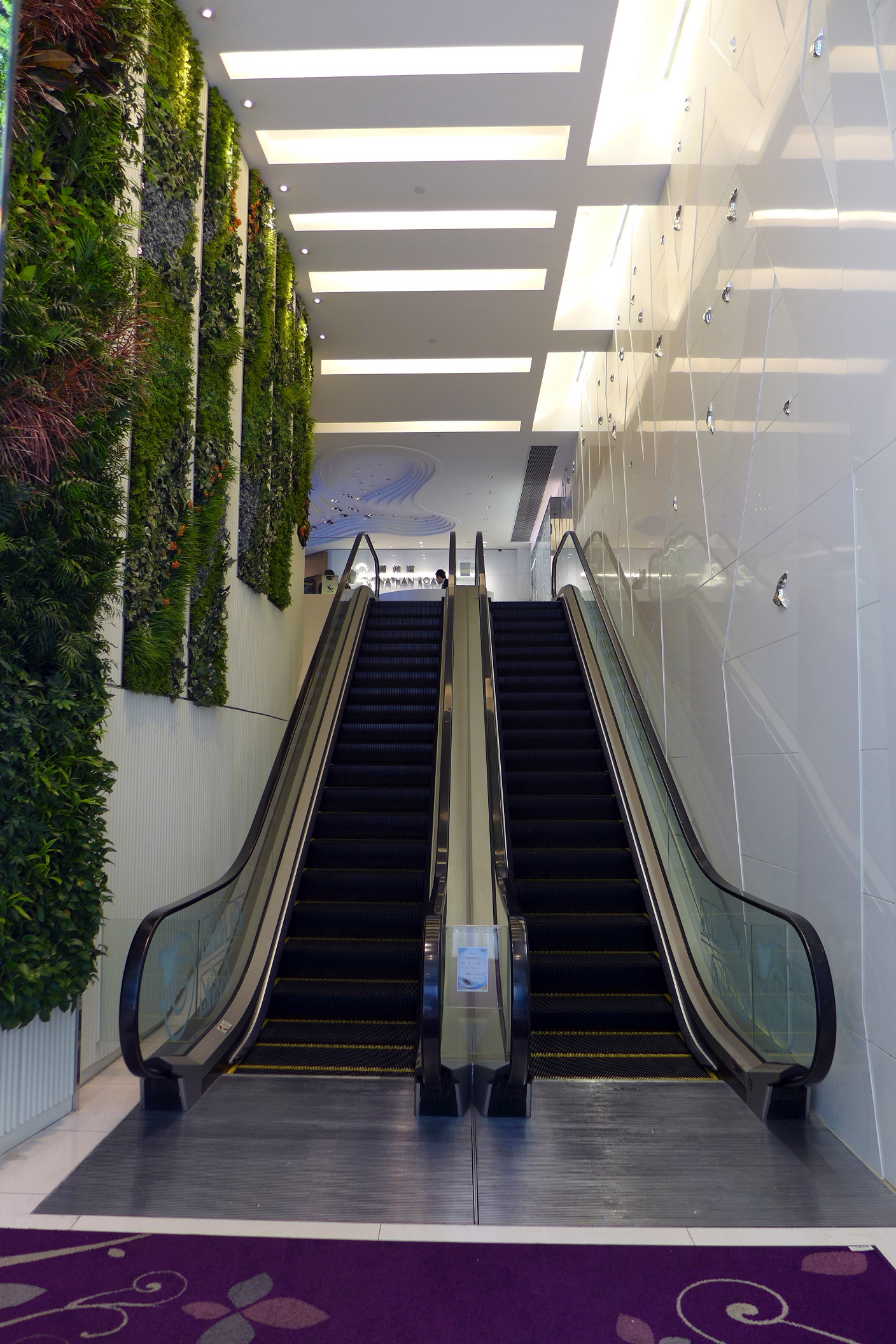
彌敦道26號辦公室入口

彌敦道26號，前稱東企業廣場（英語：Oterprise Square），是香港一座商廈建築，位於九龍尖沙咀彌敦道26號，由新鴻基地產發展，在1998年落成。商廈前身是1960年落成國賓酒店，到1995年拆卸。
大樓由一幢辦公室大樓以及樓高5層、面積約53,000平方呎的購物商場組成。其頂層則設有亞洲首個大型旋轉廣告燈箱，是幻彩詠香江參與大廈之一。
購物商場部分總樓面約18萬方呎，在2015年初關閉，其後發展商表示會進行翻新和改建，但至今仍未完工。到2022年8月，地下，地庫及一樓逾8000方呎樓面開設了歐洲名牌專賣店HANNAH，以每月逾30萬進駐，平均呎租37.5元。
而辦公室大樓租戶以醫療中心為主，為該處著名醫生大廈之一。

## 外部連結
- 新鴻基地產：彌敦道26號商場 （页面存档备份，存于）
- 香港旅遊事務署 - 幻彩詠香江 （页面存档备份，存于）